# Copa da Escócia de 1904–05
A Copa da Escócia de 1904-05 foi a 32º edição do torneio mais antigo do futebol da Escócia. O campeão foi o Third Lanark A.C., que conquistou seu 2º título na história da competição ao vencer a final contra o Rangers F.C., pelo placar de 3 a 1.

## Premiação
| Copa da Escócia de 1904-05            |
| Escócia                               |
| ------------------------------------- |
| Third Lanark A.C. Campeão (2º título) |